# Il fiume rosso
Il fiume rosso (Red River) è un film del 1948 diretto da Howard Hawks. Arthur Rosson contribuì girando alcune scene d'azione.
La pellicola è basata sulla storia Blazing Guns on the Chisholm Trail serializzata dalla rivista The Saturday Evening Post e pubblicata da Borden Chase. Il film è considerato il primo western diretto da Hawks, il cui tema del confronto tra i due protagonisti maschili è stato spesso paragonato a La tragedia del Bounty. Nel 1990 è stato scelto per essere conservato nel National Film Registry della Biblioteca del Congresso degli Stati Uniti.

## Trama

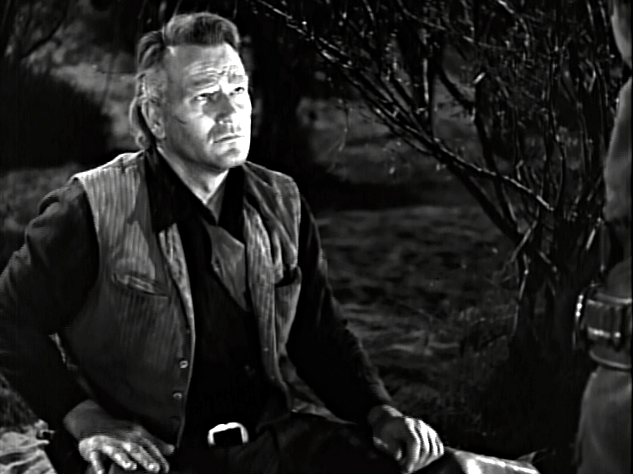
Dunson (John Wayne) in una scena

Nel 1851 un allevatore, Tom Dunson, decide di stabilirsi con un fedele amico, Groot Nadine, e un giovane orfano raccolto lungo il cammino, Matthew Garth, presso il confine settentrionale del Texas per crearsi una propria mandria. Dopo anni di sacrifici, alla fine della guerra di secessione si ritrova ricco con uno sterminato allevamento di bestiame, ma non è più l'uomo generoso di un tempo. Anzi, il suo carattere è diventato duro con chiunque lo contrasti, compreso il giovane Matt, nonostante lo consideri ormai come fosse il proprio figlio.

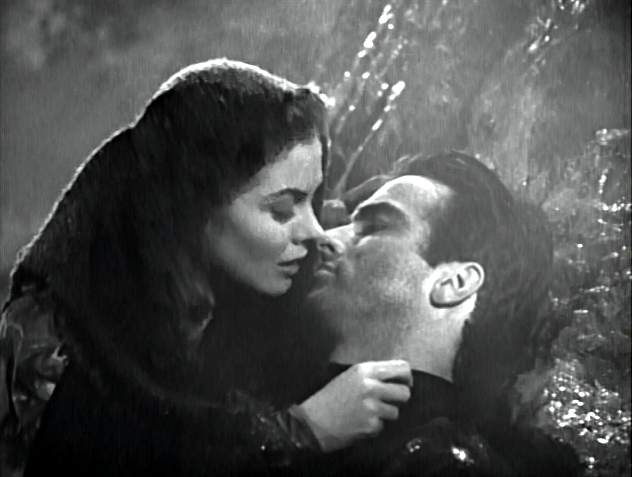
Tess (Joanne Dru) e Matt (Montgomery Clift) in una scena

Con l'aiuto di Matt e di una quindicina di uomini, decide di spostare la mandria verso il Missouri. Nel lungo tragitto con 10.000 capi di bestiame passando attraverso il Red River, secondo il percorso della storica pista Chisholm, scoppiano dissidi sempre più accesi con i mandriani, ormai intenzionati ad abbandonare l'impresa, fino a che il giovane Matt fa cessare il malcontento tra i suoi uomini decidendo di lasciare dietro di sé il vecchio, che giura di ucciderlo, e di assumere la direzione della spedizione. Puntando in direzione di Abilene, dove sta per svolgersi una importante fiera di bestiame, Matt incontra Tess Millay, che fa parte di una carovana diretta in California. Arriva in città anche Dunson, deciso a vendicarsi, e incontra faccia a faccia Matt appena questi ha concluso la vendita del bestiame. I due si affrontano e si battono selvaggiamente ma Tess, innamorata di Matt, si frappone fra i due e minaccia di ucciderli: ricordando loro l'amore che li lega, riesce a farli riconciliare.

## Produzione
Il titolo del film fa riferimento al nome del fiume di confine tra Texas e Oklahoma, che la pista Chisholm doveva attraversare per poter arrivare ad Abilene. La casa di produzione Monterey Production acquistò i diritti sul racconto originale di Borden Chase, The Chisholm Trail, e, dopo aver apportato qualche modifica, lo fece pubblicare sul Saturday Evening Post (7 dicembre 1946-11 gennaio 1947).
Il film venne girato nel 1946, in bianco e nero perché Hawks riteneva il colore troppo "pacchiano" per la storia da raccontare, ma ci vollero due anni prima che fosse distribuito nelle sale a causa di problemi legali con Howard Hughes, il quale affermava fosse simile al suo Il mio corpo ti scalderà. Il budget iniziale prevedeva quasi 2 milioni di dollari, tuttavia il film costò più di 4 milioni di dollari, cifre astronomiche per quei tempi. Le riprese degli ambienti esterni si svolsero nei dintorni di Elgin (Arizona), a sud di Tucson e in Messico; Samuel Goldwyn mise a disposizione i suoi studi per gli interni.
All'epoca i Longhorn del Texas erano prossimi all'estinzione. Se ne resero disponibili per le riprese poche dozzine. Nelle scene di branco vennero mischiati con bovini di razza Hereford, e facendoli apparire nelle scene cruciali. I diecimila capi di bestiame erano in realtà solo 1500, ma nelle riprese effettuate in panoramica Hawks adottò un trucco, fermando la macchina da presa e spostando gli stessi bovini più volte, per poi ricostruire la sequenza in sede di montaggio Per il film, Hawks fece realizzare delle fibbie in argento con scritte in oro come regalo per il cast e per le maestranze. John Wayne ne fece una sorta di "marchio di fabbrica", indossandola sulla cintura ancora nei successivi Pugni, pupe e pepite, Hatari!, Il circo e la sua grande avventura, McLintock!, Un dollaro d'onore, El Dorado, L'uomo che uccise Liberty Valance e Rio Lobo.
Inizialmente Gary Cooper era stato scelto per interpretare il ruolo di Dunson, ma rifiutò trovando il personaggio troppo crudele e spietato; anche Cary Grant non accettò d'interpretare Cherry Valance (parte poi assegnata a John Ireland). Per il ruolo di Tess Millay si pensò invece a Margaret Sheridan, che però rimase incinta poco prima dell'inizio delle riprese. Fu lei stessa a proporre Joanne Dru. Inoltre, la parte di Matt Garth, poi andata a Clift, venne inizialmente offerta a un giovanissimo Burt Lancaster, il quale rifiutò per accettare la parte da protagonista di I gangsters.
Il rapporto tra John Wayne e Montgomery Clift non fu mai idilliaco, in parte a causa delle opposte ideologie politiche. Corse voce che i due concordarono di non parlare di politica durante le riprese, che proseguirono con facilità. Tuttavia, sia Wayne che Walter Brennan non andavano d'accordo con Clift, tanto da stargli lontano durante le pause. In seguito lo stesso Clift affermò di aver rifiutato una parte nel film Un dollaro d'onore (andata poi a Dean Martin) per non recitare ancora coi due.
Dopo aver visto l'interpretazione data da Wayne, John Ford, rivale di Hawks, ebbe a dire: «Non avrei mai creduto che quel gran figlio di puttana potesse recitare».

## Versioni
Il primo montaggio del film aveva una durata di 133 minuti e iniziava con un libro intitolato "Annals of the Great West" le cui pagine si dispiegavano via via nel film per raccordare le varie scene. Questa versione, che poi fu utilizzata per tutti gli anni '70 per le messe in onda del film, fu sostituita nei raccordi dal parlato di Walter Brennan nella versione circolata nelle sale, sia perché non costringeva gli spettatori a leggere i caratteri troppo piccoli, sia perché la distribuzione del film all'estero sarebbe stata facilitata dal doppiaggio piuttosto che dai sottotitoli.

## Distribuzione
Dopo una prima in Texas, Oklahoma e Kansas, avvenuta il 25 agosto 1948, il film fu distribuito nelle sale statunitensi a partire dal settembre 1948. In Italia fu distribuito nel febbraio 1949.